# Малиновка (Ростовская область)
Малиновка — посёлок в Кагальницком районе Ростовской области. Входит в состав Кагальницкого сельского поселения.

## География
Примыкает к северо-восточной части станицы Кагальницкая (до 2000 года — посёлок Привокзальный), административный центр Кагальницкого района и Кагальницкого сельского поселения.

### Улицы
| - ул. 40 лет Победы - ул. Докучаева - ул. Мичурина - ул. Садовая | - ул. Специалистов - ул. Тимирязева - ул. Юбилейная - пер. Веселый |

## Население
| 2010 |
| ---- |
| 571  |

## Инфраструктура
Личное подсобное хозяйство с зоной сельскохозяйственного использования, индивидуальная застройка усадебного типа.

## Транспорт
Железнодорожная станция Кагальник на линии Батайск — Сальск. Остановка общественного транспорта «Малиновка».